# Cimetière central de Berlin-Friedrichsfelde
Le cimetière central de Berlin-Friedrichsfelde (Zentralfriedhof Berlin-Friedrichsfelde) est un cimetière berlinois situé non pas à Berlin-Friedrichsfelde mais à Berlin-Lichtenberg, les deux quartiers faisant partie de l'arrondissement de Lichtenberg. De nombreux hommes politiques et militants sociaux-démocrates, socialistes et communistes y ont leur sépulture.

## Histoire du cimetière
Ce cimetière fut inauguré en 1881 sous le nom de cimetière municipal berlinois de Friedrichsfelde (Berliner Gemeindefriedhof Friedrichsfelde). On l'appelait depuis la mort du fondateur du SPD Wilhelm Liebknecht qui y fut enterré en 1900, le cimetière des socialistes. Il s'agit d'un cimetière paysager municipal et aconfessionnel de 281 507 m², c'est-à-dire 28 hectares.
On y trouve le Mémorial des socialistes (Gedenkstätte der Sozialisten), où l'on enterrait les dignitaires et les personnalités d'Allemagne de l'Est, comme Walter Ulbricht ou l'unique président de la République démocratique allemande, Wilhelm Pieck.
On y trouve aussi les tombes de Rosa Luxemburg qui participa à la révolution allemande de l'après Première Guerre mondiale et qui fut aussi la cofondatrice du Parti communiste d'Allemagne (KPD) après avoir été spartakiste  avec Karl Liebknecht, enterré lui aussi au même endroit, ainsi que la tombe d'Ernst Thälmann, ancien dirigeant du Parti communiste d'Allemagne et mort à Buchenwald en 1944. Un mémorial de la révolution spartakiste y fut érigé en 1926 par Ludwig Mies van der Rohe sur commande d'Eduard Fuchs qui réunissait toute sorte de commémorations. Le monument fut abattu par les nazis en 1935 et un autre mémorial fut construit en 1951.
Les réunions commémoratives à la mémoire de Rosa Luxemburg et Karl Liebknecht y ont lieu tous les ans encore de nos jours, le deuxième dimanche de janvier. Ce jour était sujet à de grandes manifestations officielles dans toute l'Allemagne de l'Est.

## Personnalités inhumées dans le cimetière central de Berlin-Friedrichsfelde

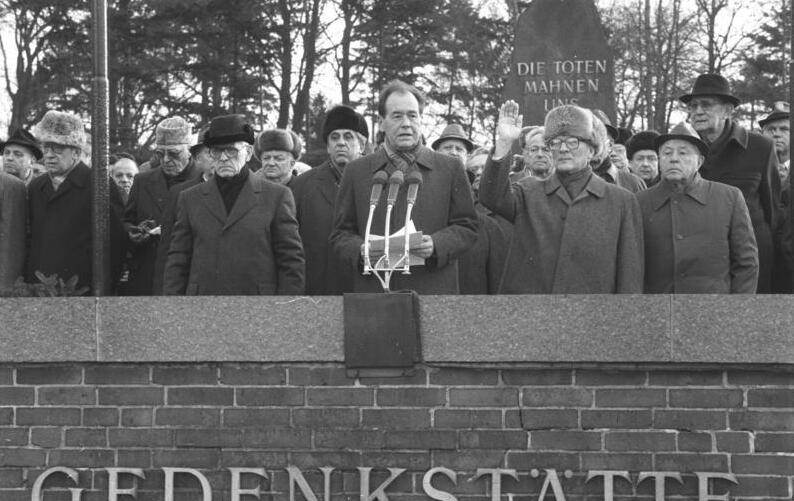
Commémoration est-allemande en 1989, en présence d'Erich Honecker devant le monument de Rosa Luxembourg, Liebknecht et des socialistes révolutionnaires inhumés.

- Bruno Apitz (1900-1979), écrivain communiste
- Martha Arendsee (1885-1953) femme politique, communiste
- Hanna Sandtner (1900-1958) femme politique et résistante
- Hilde Benjamin (1902-1989), magistrate et ministre est-allemande
- Otto Braun (1900-1974), écrivain communiste
- Klaus Fuchs (1911-1988), physicien et espion est-allemand
- Georg Henke (1908-1986), résistant et homme politique
- Kurt Lohberger (1914-2008), militant et résistant au nazisme
- Irmtraud Morgner (1933-1990), écrivaine allemande
- Gustav von Wangenheim (1895-1975), acteur et cinéaste communiste
- Eduard von Winterstein (1871-1961), acteur
- Friedrich Wolf (1888-1953), écrivain communiste
- Karl Liebknecht (1871-1919), communiste révolutionnaire allemand
- Rosa Luxemburg (1871-1919), militante, théoricienne et révolutionnaire allemande
- Hanna Podymachina (1924-2013), résistante antifasciste, membre de l'Armée rouge